# Волгово (Гатчинский район)
Во́лгово — деревня в Гатчинском муниципальном округе Ленинградской области.

## История
Деревню образовали переселенцы и потомки переселенцев из Финляндии, так называемые «финляндские карелы».

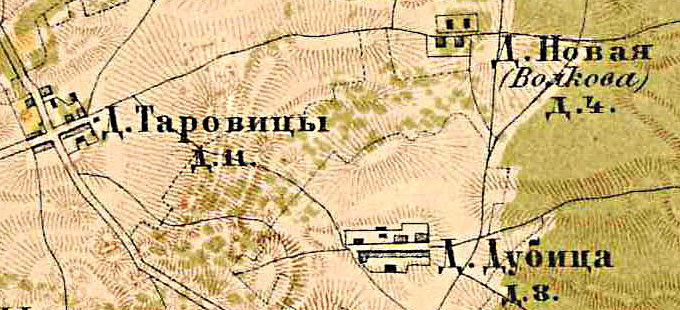
План деревни Волгово. 1885 год.

В 1885 году деревня Волгово (тогда Новая (Волкова)) насчитывала 4 крестьянских двора.
В конце XIX — начале XX века деревня административно относилась к Староскворицкой волости 3-го стана Царскосельского уезда Санкт-Петербургской губернии.
На карте 1913 года деревня обозначена, как выселок Сволково.
Согласно данным переписи населения СССР 1926 года в деревне Волгово Борницкого сельсовета Венгисаровской волости Троцкого уезда проживали 24 человека — в основном финны, а также эстонцы и русские.

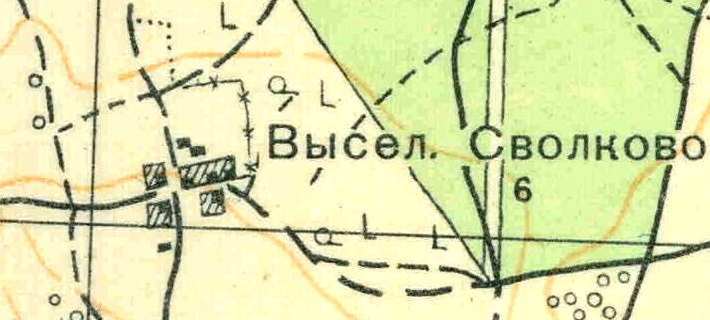
План деревни Волгово. 1931 год

Согласно топографической карте 1931 года деревня обозначалась, как выселок Сволково и насчитывала 6 дворов.
По данным 1933 года деревня называлась Волгево и входила в состав Войсковицкого финского национального сельсовета Красногвардейского района.
По данным 1966, 1973 и 1990 годов деревня называлась Волгово и входила в состав Елизаветинского сельсовета.
В 1997 и 2007 году в деревне проживали 2 человека, в 2002 году — 4 человека (русские — 75%).

## География
Деревня расположена в северо-западной части района на автодороге 41К-225 (Большие Борницы — Луйсковицы).
Расстояние до административного центра поселения, посёлка Елизаветино — 10 км.
Расстояние до ближайшей железнодорожной станции Войсковицы — 6 км.

## Демография
| 2007 | 2010 | 2017 |
| ---- | ---- | ---- |
| 2    | ↗10  | ↘5   |

### Национальный состав
Согласно данным Всероссийской переписи населения 2021 года в деревне проживали 10 человек, все русские.